# 洛莫依达乡
洛莫依达乡，是中华人民共和国四川省凉山彝族自治州美姑县曾经下辖的一个乡。2021年1月12日，撤销拉木阿觉乡、洛莫依达乡、尔其乡和瓦古乡，设立拉马镇。以原拉木阿觉乡、原洛莫依达乡、原尔其乡和原瓦古乡所属行政区域为拉马镇的行政区域。

## 行政区划
洛莫依达乡撤销前下辖以下地区：
洛莫依达村、子史村、木格觉村、维史村、布尔村、波乃姑村、尔布村、尼合村和莫尼村。